# Battus polydamas
Battus polydamas is een vlinder uit de familie van de pages (Papilionidae).

## Kenmerken
Deze overwegend zwarte vlinder heeft een rij gele vlekjes langs de achterrand van de vleugels. Hij heeft niet de voor deze familie kenmerkende staartjes aan de achtervleugels. Er zijn niet veel kleurverschillen tussen beide geslachten. De spanwijdte bedraagt 90 tot 120 millimeter. Hun leeftijd werd bepaald op drie maanden.

## Verspreiding en leefgebied
De soort komt voor in het Neotropisch gebied en het uiterste zuiden van het Nearctisch gebied.

## Waardplanten
De waardplanten zijn van het geslacht Aristolochia.